# Gregorio Allegri
Gregorio Allegri (ur. 1582 lub 1584 w Rzymie, zm. 7 lutego 1652 tamże) – włoski kompozytor i śpiewak.

## Życiorys
Był uczniem Giovanniego Battisty Nanino, być może także Giovanniego Marii Nanino w latach 1600–1607 w Rzymie. Później przebywał w Fermo i Tivoli, gdzie działał w tamtejszych kapelach katedralnych. W 1621 roku powrócił do Rzymu i związał się jako śpiewak i kapelmistrz z kapelą papieską przy Kaplicy Sykstyńskiej.

## Twórczość
Jego muzyka nawiązuje do stylu XVI-wiecznej polifonii. Komponował koncerty kościelne na małą obsadę, motety, msze, improperia, psalmy, lamentacje, a z muzyki instrumentalnej canzony i sinfonie.
Jego najsłynniejszą kompozycją jest 9-głosowe Miserere. Był to jeden z utworów przeznaczonych do wykonywania wyłącznie raz do roku – w okresie Wielkiego Tygodnia – w Kaplicy Sykstyńskiej. Rękopis utworu był przechowywany w archiwum Kaplicy i pod groźbą ekskomuniki nie wolno było go wynosić, kopiować i rozpowszechniać. Zakaz nie był jednak ściśle przestrzegany. Pod koniec XVII wieku cesarz rzymski poprosił papieża o kopię utworu, którą otrzymał. Przesłana partytura nie była jednak dokładnym zapisem utworu w takiej formie, jak był wykonywany, gdyż zgodnie z ówczesną praktyką wykonawczą śpiewacy Kaplicy Sykstyńskiej dodawali do prostego zapisu liczne ozdobniki – diminucje.
W 1769 roku, 14-letni wówczas Wolfgang Amadeus Mozart zasłynął sporządzeniem „ze słuchu” kompletnej partytury utworu w wersji „improwizowanej”, po jego dwukrotnym wysłuchaniu.

## Źródła/Bibliografia
- Mała encyklopedia muzyki, Stefan Śledziński (red. naczelny), PWN, Warszawa 1981, ISBN 83-01-00958-6.
- Ilias Chrissochoidis. London Mozartiana: Wolfgang’s disputed age & early performances of Allegri’s Miserere. „The Musical Times”. 151. s. 83–89. (ang.).